# Otto Haußleiter
Otto Haußleiter (* 12. August 1896 in Barmen; † 1. August 1982) war ein deutscher Staatswissenschaftler und Verwaltungsbeamter. Während er sich zu Beginn seiner Karriere vor allem mit geopolitischen und staatsrechtlichen Fragestellungen auseinandersetzte, deckten seine späteren Forschungen berufsbedingt vorwiegend verwaltungssoziologische Themen ab. 

## Leben

### Herkunft und Ausbildung
Er kam 1896 als Sohn des evangelisch-lutherischen Pfarrers Gottlob Haußleiter (1857–1934) in Barmen zur Welt. Zunächst besuchte er das Gymnasium seiner Heimatstadt und dann die Lateinische Hauptschule der Franckeschen Stiftungen in Halle an der Saale, da sein Vater dort 1908 eine Anstellung als Professor für Missionswissenschaft und praktische Theologie erhalten hatte. 1914 legte er die Notreifeprüfung ab.
Haußleiter war bereits seit 1914 an der Vereinigten Friedrichs-Universität in Halle immatrikuliert, nahm sein Studium aber erst nach dem Ersten Weltkrieg zum Wintersemester 1918/1919 auf. Er studierte je ein Semester in Halle, an der Preußischen Universität zu Greifswald sowie an der Eberhard Karls Universität Tübingen. Im Mai 1921 legte er die erste juristische Staatsprüfung ab und setzte danach seine Studien im Fach Volkswirtschaftslehre beziehungsweise Staatswissenschaften fort. Schließlich wurde er 1922 mit der Dissertation Der Gedanke der Autarkie als Leitsatz der auswärtigen Handelspolitik zum Dr. rer. pol. promoviert.

### Militärdienst
Zu Beginn des Ersten Weltkrieges meldete er sich freiwillig zum Militäreinsatz. Weil er anfangs nicht als fronttauglich eingestuft wurde, diente er zunächst als Krankenpfleger in der Etappe. 1916 kam er als Soldat eines Artillerieregimentes an die Ostfront. Dort wurde er 1917 verwundet und erhielt das Eiserne Kreuz II. Klasse. Nach der Genesung in einem Lazarett war er für den Dienst in einer Garnison eingeteilt. Erst im September 1918 wurde er als Unteroffizier zu einem Artillerieregiment an der Westfront eingezogen.
Nach dem Waffenstillstand und der damit einhergehenden Demobilisierung trat er 1919 einer freiwilligen Grenzschutz-Truppe in Westpreußen bei.

### Berufsleben
Im Anschluss an seine Promotion erhielt Haußleiter eine Stelle als außerplanmäßiger Fakultätsassistent am staatswissenschaftlichen Seminar der Vereinigten Friedrichs-Universität in Halle, schied jedoch bereits 1923 aus dieser Position aus. Zwischen 1926 und 1945 arbeitete er im Verwaltungsdienst – unter anderem in Magdeburg, Düsseldorf, Wiesbaden und Marburg.
Anschließend war er kurzzeitig Landrat in Montabaur. Im Rang eines Oberregierungsrates arbeitete er dann als Abteilungsleiter im hessischen Ministerium für Wirtschaft und Verkehr. In dieser Funktion nahm er im Juni 1946 als Vertreter der US-amerikanischen Besatzungszone an der „Gutachtertagung über Grundfragen der Wirtschaftslenkung und Wirtschaftsplanung“ in Hamburg teil, zu der Gerhard Weisser geladen hatte. Noch im gleichen Jahr wurde Haußleiter zum Ministerialrat im Ministerium ernannt. Gegen Ende seiner beruflichen Laufbahn war er darüber hinaus Vorsitzender der hessischen Prüfungskommission für Wirtschaftsprüfer und Bücherrevisoren. Zum 1. September 1961 ging er in den Ruhestand.
Haußleiter war seit 1923 Mitglied der Deutschen Gesellschaft für Soziologie. Er blieb während seiner Verwaltungskarriere durchgehend publizistisch aktiv und veröffentlichte mehrere Bücher und Fachartikel. Darüber hinaus schrieb er zahlreiche Rezensionen, die beispielsweise in der Zeitschrift für die gesamte Staatswissenschaft, im Weltwirtschaftlichen Archiv sowie in der Vierteljahrschrift für Sozial- und Wirtschaftsgeschichte erschienen.

## Publikationen (Auswahl)
Monographien
- Die Rechtsform der Arbeitnehmer-Gewerkschaften als Gesetzgebungsproblem. Meyers Buchdruckerei, Halberstadt, 1927.
- Der neue Ausbildungsweg zum höheren allgemeinen Verwaltungsdienst für Bewerber mit abgeschlossenem wirtschafts, finanz- und sozialwissenschaftlichem Studium. In der Reihe: „Schwartz-Gesetzestexte“, Heft 29. Verlag Otto Schwartz, Göttingen, 1960.
- Verwaltungssoziologie. Gegenstand, Geschichte, Gegenwartsprobleme. In der Reihe: „Politik und Verwaltung“, Heft 9. Nomos Verlag, Baden-Baden, 1968.

Beiträge in Sammelwerken
- Verwaltungssoziologie. In: Handwörterbuch der Sozialwissenschaften. Band 11, Gustav Fischer Verlag, Stuttgart, 1961, Seite 294.

Artikel in Fachzeitschriften
- Jurisprudenz und „verstehende Soziologie“. Einige Anmerkungen zur Staatslehre Hans Kelsens. In: Kölner Vierteljahrshefte für Soziologie. 3. Jahrgang, 1923, Seiten 110–119.
- Der Gedanke der Autarkie als Leitsatz der auswärtigen Handelspolitik und seine Begründung. Umrisse zur Geschichte einer wirtschaftspolitischen Idee. In: Jahrbuch für Nationalökonomie und Statistik. 120. Band, 3. Folge / 65. Band, 1923, Seiten 193–241.
- Wirtschaft und Staat als Forschungsgegenstand der Anthropogeographie und der Sozialwissenschaften. In: Weltwirtschaftliches Archiv. Band 20, Heft 3, 1924, Seiten 408–442.
- Zur Erforschung der geographischen Einflüsse im sozialen Geschehen. In: Kölner Vierteljahrshefte für Soziologie. 4. Jahrgang, Heft 1/2, 1924, Seiten 95–102.
- Rudolf Kjelléns empirische Staatslehre und ihre Wurzeln in politischer Geographie und Staatenkunde. In: Archiv für Sozialwissenschaft und Sozialpolitik. 54. Band, 1925, Seiten 157–198.
- Verwaltungsgliederung und Reichsreform. In: Zeitschrift für die gesamte Staatswissenschaft. Band 92, Heft 2, 1932, Seiten 212–237.
- Die Autonomie-Bewegung des Jahres 1848 im Niederländischen Herzogtum Limburg und ihr wahrer soziologischer Charakter. In: Rheinische Vierteljahrsblätter, Band 14, 1949, Seiten 97–137.
- Verwaltungssoziologisches Denken in den Vereinigten Staaten und in Großbritannien. In: Die Öffentliche Verwaltung. Band 12, 1959, Seite 168 ff.
- Die Neuordnung des juristischen Vorbereitungsdienstes im Blickpunkt der Sozialverwaltungen und der Sozialwissenschaften. In: Zeitschrift für Sozialreform. 11. Jahrgang, 1965, Seiten 647 ff.
- Der junge Friedrich List und die deutsche Verwaltungslehre. In: Die Öffentliche Verwaltung. Band 19, 1966, Seiten 41–46.
- Der junge Friedrich List. Ein Vorkämpfer des Bürgertums für eine freiheitliche Selbstverwaltung der Gemeinden und Gemeindeverbände. In: Der Landkreis – Zeitschrift für kommunale Selbstverwaltung. Jahrgang 1966, Seiten 121–123.
- Wie in USA das Fach „Government“ gelehrt und gelernt wird. In: Der Landkreis – Zeitschrift für kommunale Selbstverwaltung. Jahrgang 1967, Seiten 389–390.
- Die alten deutschen Kameral-Fakultäten, ihre Geschichte und ihre Bedeutung für die Gegenwart. Zum Gedenken an die Gründung der staatswirtschaftlichen Fakultät in Tübingen vor 150 Jahren. In: Die Öffentliche Verwaltung. Band 20, 1967, Seiten 705–709.